# Primera batalla de Higos Urco
La Primera batalla de Higos Urco fue un enfrentamiento entre las tropas realistas de Moyobamba y los patriotas de Chachapoyas, ocurrido el 6 de junio de 1821. La victoria patriota en la batalla aseguró la independencia de Amazonas.

## Antecedentes
El depuesto subdelegado realista por Chota, Mariano Castro Taboada, militar veterano de la defensa de Zaragoza, tuvo a su cargo, encomendado por el virrey Joaquín de la Pezuela (1816-1821), la tarea de aislar la gobernación de Trujillo de las provincias serranas y trasandinas. Para este fin, fue movilizada la guarnición del rey de 600 efectivos emplazada en esta ciudad, con el plan de tomar, sucesivamente, Chachapoyas, Cajamarca y Huamachuco, y restablecer por la fuerza, en todas estas localidades, la autoridad colonial.
Los pobladores de Chachapoyas se incorporaron a la causa de la independencia peruana. En abril de 1821, secundaron la acción del ejército libertador de San Martín, desconocieron a las autoridades españolas y desterraron al subdelegado Francisco Baquedano y al obispo de Maynas, Hipólito Sánchez, quienes luchaban contra la independencia.

## La batalla
La batalla tuvo lugar el 6 de junio de 1821, en la pampa de Higos-Urco, en las inmediaciones de Chachapoyas. La tropa realista se desplegó en guerrilla, apoyada por el fuego de dos cañones ligeros. Los patriotas resistieron el ataque a pie firme, combatiendo cuerpo a cuerpo con arma blanca. Al producirse el choque entre ambos grupos, temiendo que la superioridad numérica española se impusiese, el pueblo irrumpió masivamente en el campo haciendo retroceder a los realistas con todo lo que tenía a su alcance. 

## Consecuencias
Esta batalla selló la independencia de Amazonas. La provincia de Chachapoyas, futuro departamento de Amazonas, ya había sido incluida como parte del territorio libre peruano en el Reglamento Provisional dictado por José de San Martín en Huaura el 12 de febrero de 1821. Perteneció al entonces vasto departamento de Trujillo hasta constituirse como jurisdicción departamental por ley del 21 de noviembre de 1832.